# Tapeinidium oligophlebium
Tapeinidium oligophlebium är en ormbunkeart som först beskrevs av Bak., och fick sitt nu gällande namn av Carl Frederik Albert Christensen. Tapeinidium oligophlebium ingår i släktet Tapeinidium och familjen Lindsaeaceae. Inga underarter finns listade.